# Jason Antoon
Jason Allan Antoon (Santa Monica, 9 novembre 1971) è un attore statunitense.

## Biografia
Di origini libanesi, Antoon è nato a Santa Monica.
Nel 2000 recita nel musical Contact, vincitore del Tony Award. Per la sua interpretazione, ottiene una candidatura al Drama Desk Award come miglior attore non protagonista in un musical.
Tra i suoi lavori televisivi, Antoon recita nella serie TV di breve durata Kings, oltre a numerosi ruoli in varie serie come Modern Family. Sul grande schermo, ha una parte nel film Minority Report (2002), dopo che il regista Steven Spielberg lo scopre in Contact. Nel 2008 fa un cameo nel musical Motel Woodstock e nel 2010 recita nel film Columbus Circle e Middle Men, entrambi diretti da George Gallo. Antoon doppia inoltre Garrison "Knobs" Butler nella serie web Electric City, e interpreta l'attore vampiro Alowisus Hewson nella serie web Vamped Out.
Tra il 2017 e il 2022 veste i panni del dottor Ken Brickman nella serie Claws. Dal 2021 al 2024 è tra i protagonisti della serie NCIS: Hawai'i nel ruolo di Ernie Malik.
Sposato dal 2010 con l'attrice Seana Kofoed, i due hanno 2 figli.

## Filmografia parziale

### Cinema
- Una spia per caso (Company Man), regia di Peter Askin Douglas McGrath (2000)
- Al vertice della tensione (The Sum of All Fears), regia di Phil Alden Robinson (2002)
- Minority Report, regia di Steven Spielberg (2002)
- Two Weeks Notice - Due settimane per innamorarsi (Two Weeks Notice), regia di Marc Lawrence (2002)
- Tutte le ex del mio ragazzo (Little Black Book), regia di Nick Hurran (2004)
- The Producers - Una gaia commedia neonazista (The Producers), regia di Susan Stroman (2005)
- Scrivimi una canzone (Music and Lyrics), regia di Marc Lawrence (2007)
- Perfect Stranger, regia di James Foley (2007)
- The Ten, regia di David Wain (2007)
- Middle Men, regia di George Gallo (2009)
- Separati innamorati (Celeste and Jesse Forever), regia di Lee Toland Krieger (2012)
- Professore per amore (The Rewrite), regia di Marc Lawrence (2014)
- The Late Bloomer, regia di Kevin Pollak (2016)
- Noelle, regia di Marc Lawrence (2019)

### Televisione
- New York Undercover – serie TV, un episodio (1996)
- Spin City – serie TV, 2 episodi (1996-1999)
- Law & Order - I due volti della giustizia (Law & Order) – serie TV, 2 episodi (1997-2006)
- 100 Centre Street – serie TV, un episodio (2001)
- Ed – serie TV, un episodio (2001)
- Sex and the City – serie TV, un episodio (2001)
- Law & Order - Unità vittime speciali (Law & Order: Special Victims Unit) – serie TV, un episodio (2004)
- Law & Order: Criminal Intent – serie TV, un episodio (2005)
- The Lost Room – serie TV, un episodio (2006)
- Lipstick Jungle – serie TV, un episodio (2008)
- Cashmere Mafia – serie TV, 2 episodi (2008)
- Kings – serie TV, 11 episodi (2009)
- Numb3rs – serie TV, un episodio (2009)
- Modern Family – serie TV, un episodio (2010)
- No Ordinary Family – serie TV, 9 episodi (2010-2011)
- The Big C – serie TV, un episodio (2011)
- New Girl – serie TV, un episodio (2012)
- Grey's Anatomy – serie TV, un episodio (2013)
- Castle – serie TV, episodio 6x08 (2013)
- Newsreaders – serie TV, un episodio (2014)
- iZombie – serie TV, un episodio (2015)
- General Hospital – serie TV, un episodio (2016)
- Shameless – serie TV, un episodio (2016)
- Claws – serie TV, 40 episodi (2017-2022)
- Fresh Off the Boat – serie TV, un episodio (2017)
- Famous in Love – serie TV, 6 episodi (2017)
- NCIS: Hawai'i – serie TV, 54 episodi (2021-2024)
- NCIS - Unità anticrimine (NCIS) – serie TV, 2 episodi (2022)

## Doppiatori italiani
Nelle versioni in italiano delle opere in cui ha recitato, Jason Antoon è stato doppiato da:
- Luigi Ferraro in Scrivimi una canzone, Grey's Anatomy, NCIS: Hawai'i, NCIS - Unità anticrimine
- Oreste Baldini in Two Weeks Notice - Due settimane per innamorarsi, Cashmere Mafia
- Roberto Stocchi in Law & Order - Unità vittime speciali, Castle
- Pierluigi Astore in Spin City (ep. 1x11)
- Stefano Albertini in Spin City (ep. 3x11)
- Paolo Marchese in Law & Order - I due volti della giustizia
- Roberto Pedicini in Minority Report
- Stefano Onofri in The Producers - Una gaia commedia neonazista
- Riccardo Lombardo in Law & Order: Criminal Intent
- Massimo De Ambrosis in Perfect Stranger
- Alessio Cigliano in Professore per amore
- Franco Mannella in Claws
- Luca Ghillino in Noelle